# 武田信平
武田 信平（たけだ しんぺい、1949年12月11日 - ）は、宮城県亘理町出身のサッカー選手、元サッカークラブ経営者。川崎フロンターレ前会長。日本アンプティサッカー協会理事長。元Jリーグ・クラブ経営アドバイザー。

## 経歴
中学時代、入学と同時に新設されたサッカー部にてサッカーを始める。仙台第一高校卒業後、1968年に慶応義塾大学経済学部に入学。ソッカー部では2年生時に全日本大学サッカー選手権大会に優勝した。
1972年に大学を卒業、サッカーを続けるために富士通に入社する。しかし富士通サッカー部総監督の八重樫茂生から、これ以上続けていても先が見えているからと現役引退を勧められ、2年目からはサッカー部のマネージャー（1973年-1976年）、日本サッカーリーグの運営委員（1977年-1981年）を務める。沼津工場への転勤を機に運営委員を辞め、その後はしばらくサッカーから離れて社業に専念、電算機事業本部ソフトウェア管理部工務課長、ソフトウェア事業本部ビジネス推進統括部長などを歴任。
2000年12月、同年J1に所属していた富士通サッカー部を前身とする川崎フロンターレが一年でJ2降格となり体制が一新されるのに伴い社長職にあった松本育夫に代わり取締役社長に就任。強化責任者には自身が声をかけて福家三男を据えた。企業色の強かったクラブの市民クラブ化を推し進め、それまで富士通の100%出資だったクラブに川崎市や地元企業からの出資を募り、運営会社の社名も「富士通川崎スポーツマネジメント」からチーム名と同じ「川崎フロンターレ」に改めた。サポーターからは「しんぺーちゃん」の愛称で親しまれた。
2015年4月に社長を退き、会長に就任。
2016年4月に会長を退き、特別顧問に就任。取締役から外れることとなる。
また2016年4月3日、日本アンプティサッカー協会の理事長に就任した。
2016年7月19日、Jリーグより、新たに発足する「クラブ経営アドバイザー」に就任することが発表された。任期は2018年6月まで。